# Sigmund-Freud-Institut
Das Sigmund-Freud-Institut (SFI) ist ein Forschungsinstitut für Psychoanalyse und ihre Anwendungen in Frankfurt am Main. Es wurde 1960 als Institut und Ausbildungszentrum für Psychoanalyse und Psychosomatik gegründet und trägt seit 1964 den Namen des Begründers der Psychoanalyse Sigmund Freud. Seit 1995 dient es als eine Stiftung des öffentlichen Rechts in erster Linie der Forschung und betreibt eine Ambulanz zur Versorgung von Patienten mit psychischen und psychosomatischen Leiden.

## Aufgabe und Organisation
Die durch seine Verfassung vorgegebene Aufgabe des Sigmund-Freud-Instituts ist es, die Bedingungen psychischer Gesundheit, kreativer Entfaltung und von Beziehungs- bzw. Arbeitsfähigkeit im Kontext gesellschaftlicher Entwicklungen sowie die theoretischen, klinischen und methodischen Grundlagen der Psychoanalyse zu erforschen. Dabei sollen die Forschungsergebnisse für aktuelle gesundheits- und sozialpolitische Problemstellungen anwendbar gemacht werden. Dafür ist das SFI in drei Forschungsbereiche gegliedert: (1) Soziologie und psychoanalytische Sozialpsychologie, (2) Psychologie und Psychoanalyse / psychoanalytische Entwicklungspsychologie und (3) den medizinisch-psychoanalytischen Bereich inklusive der Ambulanz. Quer zu diesen Bereichen liegen die Forschungsschwerpunkte (siehe unten: Forschungsschwerpunkte). Weitere Aufgaben sind die Förderung des wissenschaftlichen Nachwuchses, die Weiterentwicklung und Qualitätssicherung der psychoanalytischen Therapie sowie das Pflegen von interdisziplinären und internationalen wissenschaftlichen Beziehungen. Das SFI bietet außerdem Unterstützung in Form von Supervision, Organisationsentwicklung und Krisenintervention. Gemeinsam mit der Johann Wolfgang Goethe-Universität Frankfurt und der Universität Kassel werden im Rahmen von Kooperationsprofessuren regelmäßig Veranstaltungen organisiert. Im Rhein-Main-Gebiet ist das SFI zudem mit psychoanalytischen und psychotherapeutischen Institutionen und Behandelnden vernetzt.
Die Forschung konzentriert sich auf die psychischen Auswirkungen des gesellschaftlichen Wandels, die Grundlagen der Psychoanalyse, Präventions- und Psychotherapieforschung sowie psychoanalytische und sozialpsychologische Analysen aktueller Entwicklungen. Im Sigmund-Freud-Institut werden dazu zahlreiche psychoanalytische, klinisch oder sozialpsychologisch ausgerichtete, sowie transdisziplinäre Forschungsprojekte durchgeführt.

## Geschichte

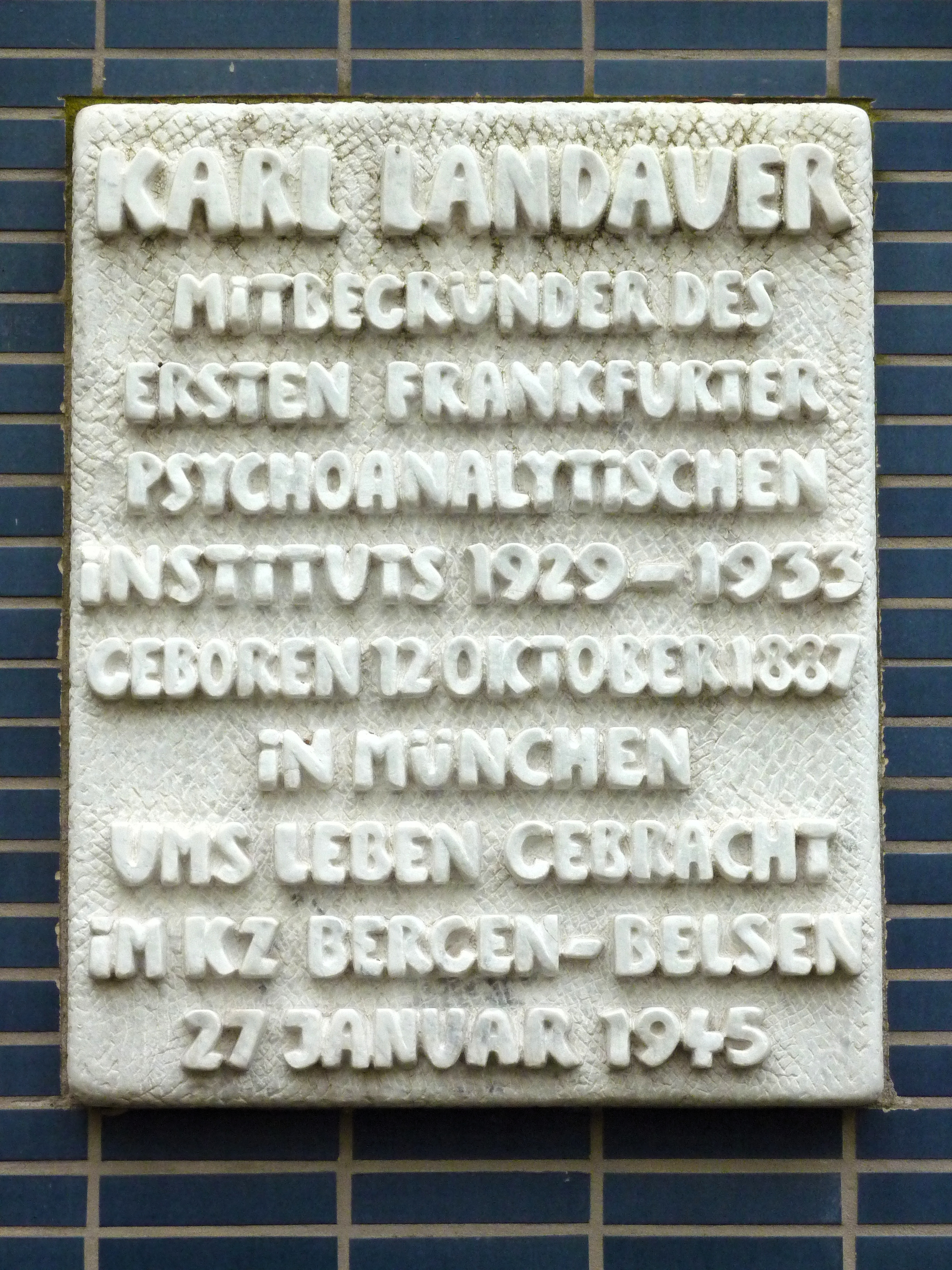
Gedenktafel für Karl Landauer an der Fassade des Sigmund-Freud-Instituts

Von 1929 bis 1933 gab es bereits einmal eine psychoanalytische Forschungsgruppe in der Stadt, aus der das Frankfurter Psychoanalytische Institut hervorging. Zu seinen Gründern und Mitarbeitern zählten Psychoanalytiker wie Karl Landauer, Heinrich Meng, Frieda Fromm-Reichmann, Erich Fromm und Siegmund Fuchs (der sich später S.H. Foulkes nannte). Nach der Machtergreifung durch die Nationalsozialisten wurde das Psychoanalytische Institut 1933 geschlossen, alle fünf in ihm tätigen Analytiker emigrierten. Karl Landauer, der in die Niederlande geflohen war, wurde dort nach der deutschen Besetzung verhaftet. Er starb im Januar 1945 im KZ Bergen-Belsen an den Folgen der Lagerhaft.
Am 27. April 1960 wurde das Institut und Ausbildungszentrum für Psychoanalyse und Psychosomatik offiziell gegründet, unterstützt von den Sozialwissenschaftern Max Horkheimer und Theodor W. Adorno sowie dem hessischen Ministerpräsidenten Georg-August Zinn. Anna Freud schrieb anlässlich der Eröffnung von einer „new psychoanalytic era in Germany“. Erster Direktor war Alexander Mitscherlich, der in einer neuartigen Weise die Untersuchung des Unbewussten mit der sozialpsychologischen Analyse von Gesellschaft verband. 1964 wurde das Institut in Sigmund-Freud-Institut umbenannt. Neben Forschung und psychotherapeutischer Versorgung war es Aufgabe dieser Einrichtung, Ärzte und Psychologen nach den Richtlinien der Deutschen Psychoanalytischen Vereinigung (DPV) und der Internationalen Psychoanalytischen Vereinigung (IPA) zu Psychoanalytikern auszubilden. Am 14. Oktober 1964 zog das Institut in die Myliusstraße 20 im Westend.
Nach Mitscherlichs Ausscheiden (1976) leiteten Clemens de Boor, Dieter Ohlmeier und Horst-Eberhard Richter, Marianne Leuzinger-Bohleber und Rolf Haubl das Institut. Im SFI forschten und lehrten u. a. Tobias Brocher, Hermann Argelander, Alfred Lorenzer, Klaus Horn und Helmut Dahmer. Derzeitige geschäftsführende Direktoren sind Vera King und Patrick Meurs, Leiter der Ambulanz ist Heinz Weiß.

## Forschungsinstitut und Stiftung öffentlichen Rechts seit 1995
Von 1959 bis 1994 bestand das Institut in der Rechtsform einer Landesbehörde, die dem Hessischen Ministerium für Wissenschaft und Kunst nachgeordnet war. Seit 1995 ist das Sigmund-Freud-Institut in eine Stiftung öffentlichen Rechts umgewandelt, um sich in enger Zusammenarbeit mit der Frankfurter Goethe-Universität und der Universität Kassel ausschließlich der Forschung zu widmen. Mittelgeber der das SFI tragenden Stiftung ist das Land Hessen, Ziele des Instituts sind Forschung in den Bereichen Sozialpsychologie/Soziologie, Psychologie und Medizin/Psychosomatik sowie die Förderung des wissenschaftlichen Nachwuchses. Die psychoanalytische Ausbildung erfolgt seitdem im Rahmen der eigenständigen Frankfurter psychoanalytischen (Ausbildungs-)Institute. Nach dem Neubezug der Myliusstraße 20 im Frankfurter Westend wurde überdies ein Psychoanalytisches Zentrum gegründet, das neben dem SFI rechtlich selbständige psychoanalytische Einrichtungen unter einem Dach vereint: das Frankfurter Psychoanalytische Institut e. V. (FPI), das Anna-Freud-Institut Frankfurt e. V. (AFI) für Analytische Kinder- und Jugendlichen-Psychotherapie, den Frankfurter Arbeitskreis für Psychoanalytische Pädagogik e. V. (FAPP) und das Jüdische Psychotherapeutische Beratungszentrum e. V. (JBZ).
Seit 2016 wird das Sigmund-Freud-Institut geleitet von Vera King (Direktorin des Sigmund-Freud-Instituts im Rahmen einer Kooperationsprofessur für Soziologie und psychoanalytische Sozialpsychologie an der Goethe-Universität Frankfurt), Patrick Meurs (Direktor des Sigmund-Freud-Instituts im Rahmen einer Kooperationsprofessur für Psychoanalyse an der Universität Kassel) sowie Heinz Weiß (ehem. Chefarzt der Abteilung für Psychosomatische Medizin am Robert-Bosch-Krankenhaus Stuttgart) als Leiter des medizinischen Bereichs und der Ambulanz des Sigmund-Freud-Instituts.
Im Sigmund-Freud-Institut wurden und werden zahlreiche psychoanalytisch, klinisch und sozialpsychologisch ausgerichtete sowie transdisziplinäre Forschungsprojekte initiiert und realisiert: zu psychischen Folgen gesellschaftlichen Wandels, zu Grundlagen der Psychoanalyse, zu Präventions- und Psychotherapieforschung sowie zu psychoanalytischen und sozialpsychologischen Analysen der Gegenwart.

## Forschungsschwerpunkte
Die Forschungsaktivitäten des Instituts können in vier Schwerpunkte unterteilt werden, in denen jeweils an verschiedenen Projekten gearbeitet wird. Dabei greift das SFI die spezifische Tradition der Einrichtung auf und integriert sie in die Arbeit eines zeitgenössischen psychoanalytischen Forschungsinstituts.
1. Digitalisierung, Optimierung & Nachhaltigkeit[17]
2. Psychosoziale Folgen von Migration und Flucht[18]
3. Psychotherapie- und psychoanalytische Konzeptforschung[19]
4. Autoritarismus, Antisemitismus & Folgen der NS-Zeit[20][21]